# België op het Eurovisiesongfestival 2023

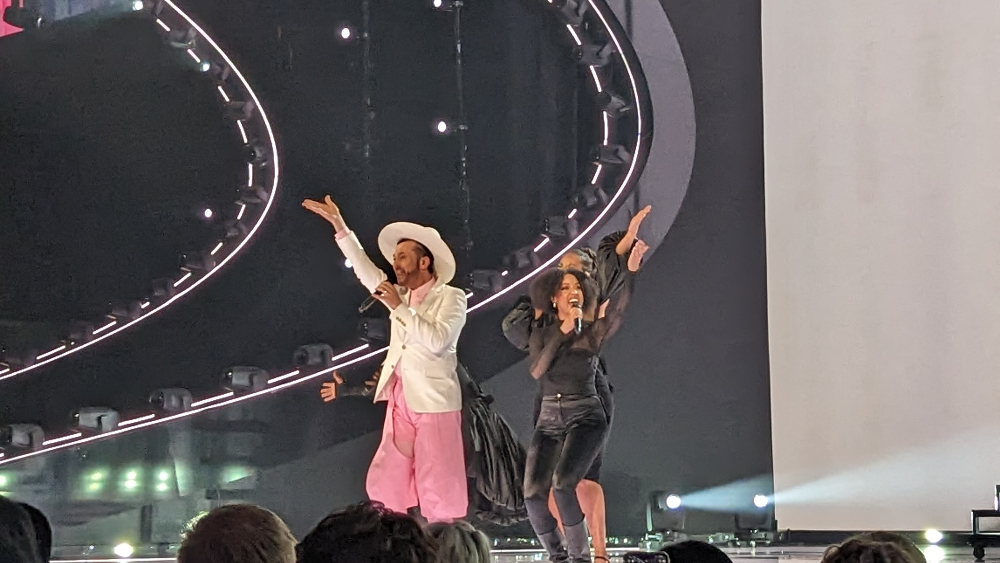
Gustaph tijdens de repetities in Liverpool.

België nam deel aan het Eurovisiesongfestival 2023 in Liverpool, in het Verenigd Koninkrijk. Het was de 64ste deelname van het land aan het Eurovisiesongfestival. De VRT was verantwoordelijk voor de Belgische bijdrage voor de editie van 2023.

## Selectieprocedure

### Concept
De selectie verliep via Eurosong, de show waarnaar de VRT voor het eerst sinds 2016 teruggreep. Op 8 november 2022 maakte de VRT de namen van de zeven kandidaten bekend voor Eurosong 2023. Dit waren Ameerah, Chérine, Gala Dragot, Gustaph, Hunter Falls, Loredana en The Starlings. De live finale vond plaats in Paleis 12 op 14 januari 2023.
De winnaar werd gekozen door de kijkers en een vakjury. De vakjury die feedback geeft aan de kandidaten zijn:
- Alexander Rybak (winnaar 2009)
- Jérémie Makiese (Belgische inzending 2022)
- Nikkie de Jager (presentatrice 2021)
- Laura Tesoro (Belgische inzending 2016)

11 andere juryleden gaven punten achter de schermen: 
- Laura Govaerts (presentatrice MNM)
- Ann Reymen (presentatrice Radio2)
- Korneel De Clercq (presentator Radio 1)
- Thibault Christiaensen (presentator Studio Brussel)
- Francisco Schuster (acteur in #LikeMe)
- Leslie Cable (RTBF-delegatieleider voor het festival)
- Jasper Van Biesen (auteur 65 jaar België op het Songfestival en redacteur Belgische website songfestival.be)
- Stephan Monsieur (voorzitter OGAE)
- André Vermeulen (voormalig journalist VRT)
- Els Germonpré (muziekcoördinator Eén)
- Manu Lammens (muziekverantwoordelijke MNM)

### Songclubshows
De songclubshows werden opgenomen in Doornik en uitgezonden tussen 9 en 13 januari 2023. In de shows trad elke kandidaat op met twee nummers, waarna de andere deelnemers advies gaven en de kandidaat vervolgens bepaalde met welk nummer deze naar de finale zou gaan.
| Datum      | Artiest                          | Volgorde | Lied               | Songwriter(s)                                                                           | Resultaat      |
| ---------- | -------------------------------- | -------- | ------------------ | --------------------------------------------------------------------------------------- | -------------- |
| 9 januari  | Loredana                         | 1        | "Dream in colours" | Tim Gosden, Maria Broberg, Tristan Henry, Loredana De Amicis, Serge Ramaekers           | Uitgeschakeld  |
| 9 januari  | Loredana                         | 2        | "You lift me up"   | Udo Mechels, Loredana De Amicis, John Miles Jr., Pat Krimson                            | Naar de finale |
| 10 januari | Chérine                          | 1        | "Mon étoile"       | Chérine Mroue, Hans Francken                                                            | Uitgeschakeld  |
| 10 januari | Chérine                          | 2        | "Ça m'ennuie pas"  | Chérine Mroue, William Rousseau, François Welgryn                                       | Naar de finale |
| 10 januari | Hunter Falls                     | 1        | "Ooh La La"        | Tchiah Ommar Abdulrahman, Michael Garvin                                                | Naar de finale |
| 11 januari | Hunter Falls                     | 2        | "Home"             | Tchiah Ommar Abdulrahman, Thomas "TK" Karlsson                                          | Uitgeschakeld  |
| 11 januari | Ameerah                          | 1        | "Armageddon"       | Astrid Roelants, Zac Poor                                                               | Uitgeschakeld  |
| 11 januari | Ameerah                          | 2        | "The carnival"     | Astrid Roelants, Zac Poor                                                               | Naar de finale |
| 12 januari | Gala Dragot                      | 1        | "Emotion Ollie"    | Max Robert Baby, Gala Aliaj                                                             | Uitgeschakeld  |
| 12 januari | Gala Dragot                      | 2        | "T'inquiète"       | Jan Lemmens, Yello Staelens, Gala Aliaj                                                 | Naar de finale |
| 12 januari | Gustaph                          | 1        | "Because of you"   | Stef Caers, Jaouad Alloul                                                               | Naar de finale |
| 13 januari | Gustaph                          | 2        | "The nail"         | Stef Caers                                                                              | Uitgeschakeld  |
| 13 januari | The Starlings (Kato en Tom Dice) | 1        | "Oceanside"        | Kato Callebaut, Tom Eeckhout, Jeroen Swinnen, Ashley Hicklin                            | Uitgeschakeld  |
| 13 januari | The Starlings (Kato en Tom Dice) | 2        | "Rollercoaster"    | Kato Callebaut, Tom Eeckhout, Laurell Barker, Thomas Stengaard, Andreas Stone Johansson | Naar de finale |

### Finale
Because of you van Gustaph werd verkozen als inzending voor het songfestival. Hij had één punt meer dan publiekslieveling The Starlings. Ook bij de jury scoorde Gustaph niet als beste, maar omdat jury en publiek verschillende voorkeuren hadden, was de overwinning uiteindelijk voor hem.
| Plaats | Nummer          | Naam          | Jury | Publiek | Totaal |
| ------ | --------------- | ------------- | ---- | ------- | ------ |
| 1      | Because of you  | Gustaph       | 121  | 157     | 278    |
| 2      | Rollercoaster   | The Starlings | 94   | 183     | 277    |
| 3      | T'inquiète      | Gala Dragot   | 146  | 125     | 271    |
| 4      | Ça m'ennuie pas | Chérine       | 145  | 123     | 268    |
| 5      | The carnival    | Ameerah       | 107  | 64      | 171    |
| 6      | You lift me up  | Loredana      | 83   | 84      | 167    |
| 7      | Ooh la la       | Hunter Falls  | 84   | 44      | 128    |

## In Liverpool
België trad aan in de halve finale op donderdag 11 mei 2023. België trad aan als vijfde, na Estland en voor Cyprus. Op het einde van de avond kwam België uit de bus als een van de tien finalisten. Diezelfde avond trok Gustaph de kaart om in de tweede helft van de show op te treden. Later kreeg hij startpositie 16 in de grote finale. België werd uiteindelijk zevende met 182 punten. Van de Georgische, Griekse en Australische jury kreeg België het maximum van de punten.

### Stemmen

#### Punten gegeven door België
In het vet de winnaar van de (halve) finale. In de vakjury voor de finale zaten oud-deelnemers Alex Callier en Laura Groeseneken, met Lester William Senior, Sam Jaspers en Laura Govaerts.
| 2e halve finale | 2e halve finale |
| Score           | Televoting      |
| --------------- | --------------- |
| 12 punten       | Armenië         |
| 10 punten       | Oostenrijk      |
| 8 punten        | Albanië         |
| 7 punten        | Polen           |
| 6 punten        | Australië       |
| 5 punten        | Litouwen        |
| 4 punten        | Cyprus          |
| 3 punten        | Slovenië        |
| 2 punten        | Estland         |
| 1 punten        | IJsland         |

| Finale    | Finale     | Finale     |
| Score     | Televoting | Jury       |
| --------- | ---------- | ---------- |
| 12 punten | Finland    | Oostenrijk |
| 10 punten | Zweden     | Israël     |
| 8 punten  | Noorwegen  | Zweden     |
| 7 punten  | Italië     | Italië     |
| 6 punten  | Armenië    | Spanje     |
| 5 punten  | Israël     | Finland    |
| 4 punten  | Polen      | Australië  |
| 3 punten  | Albanië    | Tsjechië   |
| 2 punten  | Frankrijk  | Polen      |
| 1 punten  | Oekraïne   | Frankrijk  |

1956 · 1957 · 1958 · 1959 · 1960 · 1961 · 1962 · 1963 · 1964 · 1965 · 1966 · 1967 · 1968 · 1969 · 1970 · 1971 · 1972 · 1973 · 1974· 1975 · 1976 · 1977 · 1978 · 1979 · 1980 · 1981 · 1982 · 1983 · 1984 · 1985 · 1986 · 1987 · 1988 · 1989 · 1990 · 1991 · 1992 · 1993 · 1994 · 1995 · 1996 · 1997 · 1998 · 1999 · 2000 · 2001 · 2002 · 2003 · 2004 · 2005 · 2006 · 2007 · 2008 · 2009 · 2010 · 2011 · 2012 · 2013 · 2014 · 2015 · 2016 · 2017 · 2018 · 2019 · 2020 · 2021 · 2022 · 2023 · 2024 · 2025
Albanië · Armenië · Australië · Azerbeidzjan · België · Cyprus · Denemarken · Duitsland · Estland · Finland · Frankrijk · Georgië · Griekenland · Ierland · IJsland · Israël · Italië · Kroatië · Letland · Litouwen · Malta · Moldavië · Nederland · Noorwegen · Oekraïne · Oostenrijk · Polen · Portugal · Roemenië · San Marino · Servië · Slovenië · Spanje · Tsjechië · Verenigd Koninkrijk · Zweden · Zwitserland